# إليزه ماكلويد
إليزه ماكلويد (بالإنجليزية: Elsie MacLeod) هي ممثلة أمريكية، (و. 1890  م).

## وصلات خارجية
- إليزه ماكلويد على موقع IMDb (الإنجليزية)
- إليزه ماكلويد على موقع قاعدة بيانات الفيلم (الإنجليزية)